# Châu chấu lúa
Châu chấu lúa hay châu chấu hại lúa (Danh pháp khoa học: Oxya chinensis) hay còn gọi là hoàng trùng là một loài châu chấu trong họ Acrididae, chúng là loài châu chấu gây hại cho cây lúa.

## Đặc điểm
Châu chấu trưởng thành con cái thân dài hơn con đực, màu xanh vàng hoặc nâu bóng; râu đầu sợi chỉ có 23-28 đốt; mắt kép. Góc dưới phía sau mảnh lưng đốt bụng 3, bốn con cái có dạng gai. Mép sau mảnh sinh dục dưới có 4 răng, cự ly giữa các răng bằng nhau. Châu chấu non thường có 6 tuổi, màu xanh, râu sợi chỉ, mảnh lưng ngực trước dài hơn đầu, mầm cánh kéo dài tới đốt thứ giữa bụng.
Thân dài 3–4 cm, màu lục vàng hoặc vàng nâu bóng. Đầu hình tam giác tù, râu dạng sợi ngắn và mảnh, mắt kép to có một vệt dọc màu nâu sẫm chạy suốt hai bên lưng ngực. Lưng dài hơn đầu, bụng có ngấn. Hai cánh dày phẳng, kéo dài quá bụng. Hai chân sau to, có khả năng nhảy xa. 

## Sinh sản
Vòng đời của châu chấu khoảng 200-210 ngày trong đó giai đoạn trứng 15-21 ngày. Giai đoạn sâu non: 100 ngày. Giai đoạn trưởng thành: khoảng 3 tháng. Con trưởng thành của châu chấu sống khoảng 3 tháng, trong đó con cái sống lâu hơn con đực. Sau khi hóa trưởng thành được 5-40 ngày thì bắt đầu giao phối, sau 10-41 ngày (trung bình trên dưới 20 ngày) bắt đầu đẻ trứng.
Mỗi con cái có thể đẻ 3 ổ, mỗi ổ có 10-102 quả. Châu chấu thường thích đẻ trứng ở đất ẩm, xốp, có nhiều cỏ dại, nhiều ánh nắng, thích đẻ trên đất cát pha. Trứng hình ống hơi cong ở giữa, một đầu hơi to màu vàng đậm, ổ trứng hình túi, trong đó trứng xếp xiên hai hàng. Trứng đẻ thành ổ từ 10-30 quả trong thân lúa, nếp gấp của lá lúa và trong những bụi cỏ trên mặt nước. 

## Gây hại
Châu chấu non hại lúa ngay sau khi nở. Trưởng thành thích ánh sáng đèn, ánh sáng lửa, ban ngày hoạt động mạnh từ 7- 10 giờ sáng và từ 3- 5 giờ chiều. Châu chấu phá hại quanh năm, thường gây hại nặng trên lúa chiêm xuân cuối vụ, mạ mùa và lúa mùa sớm. Châu chấu non ngay sau khi nở đã bắt đầu phá hại. Con trưởng thành hoạt động mạnh vào 7-10 giờ và 16-17 giờ. Ban đêm châu chấu có xu hướng bay vào ánh lửa sáng hoặc đèn tia tử ngoại, khi nhảy xuống mặt nước có thể bơi. Cả trưởng thành và sâu non đều gây hại và gây hại tất cả các thời kỳ phát triển của cây lúa. 

## Phân bố
Châu chấu phân bố ở nhiều nước thuộc châu Á và châu Phi. Sống riêng rải rác hoặc tập hợp thành đàn đông đến hàng triệu con, có thể di cư từ vùng này đến vùng khác rất xa. Lúc này, sức tàn phá mùa màng và cây cối của những đám mây châu chấu khủng khiếp. Do đó, người dân trên thế giới coi dịch châu chấu không khác gì các dịch bệnh khác.
Ở Việt Nam, châu chấu sống khắp nơi trên ruộng lúa, nương ngô, lạc, đậu, trong lùm bụi, đám cỏ, cây ăn quả và cây công nghiệp. Đẻ trứng trong đất nhất là đất cát, đất xốp sâu khoảng 10 cm, nơi có nhiều cỏ dại thành từng ổ, mỗi ổ có rất nhiều trứng màu vàng, giống như hạt gạo. Khoảng 12 ngày (mùa hè), 21 - 28 ngày (mùa thu, xuân) và 45 ngày (mùa đông), trứng nở rải rác trong thời gian 3-5 ngày.